# خشکی‌دوست
خشکی‌دوست یا خشکی‌پسند (انگلیسی: Xerophile) یک ارگانیسم شدیددوست است که می‌تواند در شرایط با دسترسی کم به آب که به آن فعالیت آبی نیز می‌گویند، رشد و تکثیر شود. فعالیت آب یک مقدار ترمودینامیکی است که با فشار نسبی بخار آب در تعادل ترمودینامیکی با ماده، نسبت به (تقسیم بر) فشار بخار (جزئی) آب خالص در همان دما تعریف می‌شود.